# Bröda naturreservat
Bröda är ett naturreservat strax öster om Simlångsdalen i Breareds socken i Halmstads kommun i Halland.
Området är 44 hektar stort och skyddat sedan 1974.

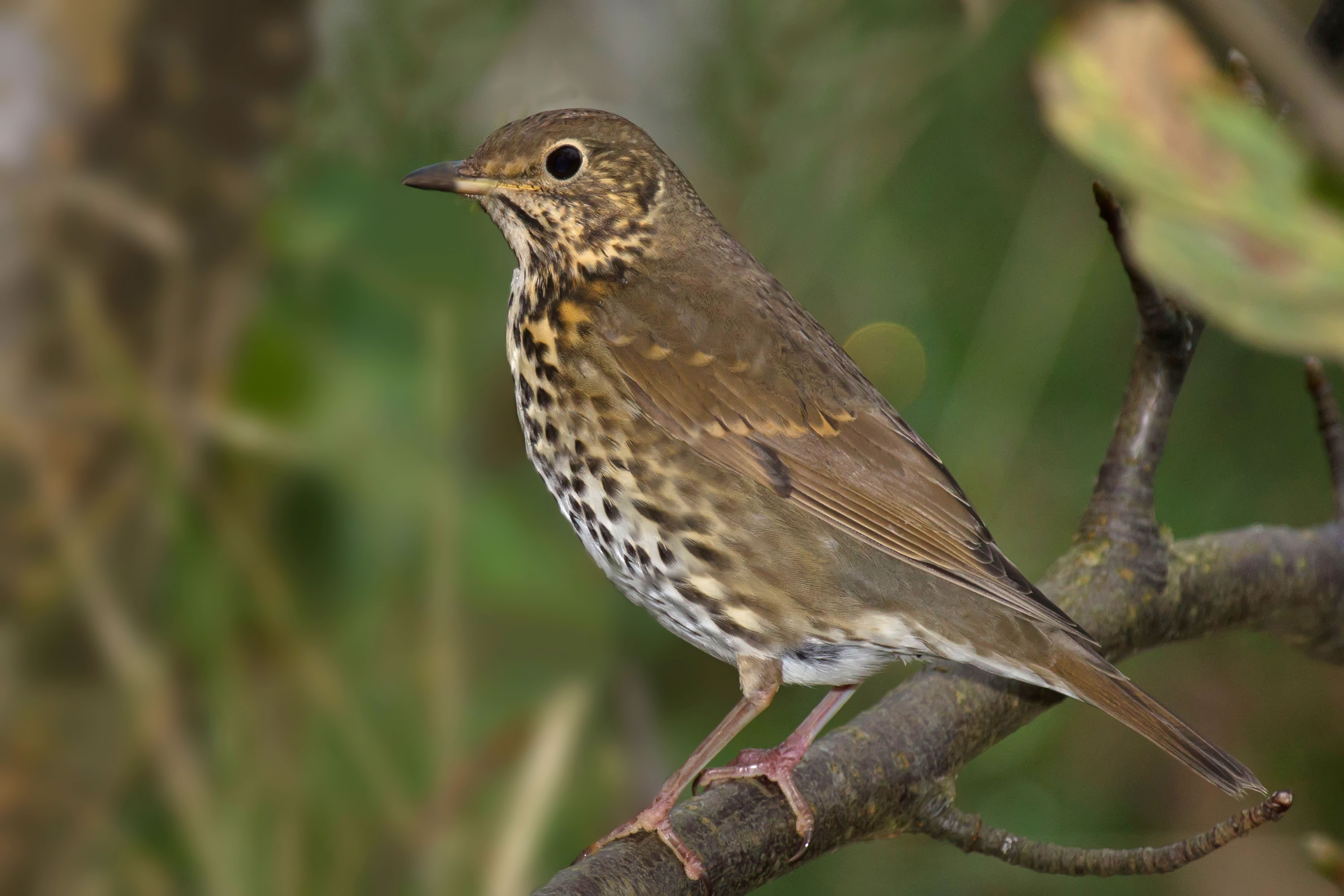
Taltrast

I området finns äldre bokskog samt öppna betesmarker. Här låg Bröda by och nu finns ett öppet kulturlandskap med åkrar och lövträdsrika betesmarker. Nedanför betesmarkerna finns bokskog ner mot sjön Simlången. Här finns gott om stående och liggande död ved som är hemvist för vedlevande skalbaggar. Man kan få se grönsångare, taltrast och strömstare. Ner mot sjön växer klibbal i fuktig strandäng.
Inom Breareds socken och nära Simlångsdalen finns ett relativt stort antal naturreservat, nämligen 23 stycken. Det är speciellt värdefulla och intressanta naturförhållanden som Länsstyrelsen avsatt som reservat.